# Percy Williams Bridgman
Percy Williams Bridgman (21. dubna 1882 – 20. srpna 1961) byl americký experimentální fyzik a filozof, zakladatel operacionalismu, přestože sám termínu "operacionalismus" nepoužíval. Získal Nobelovu cenu za fyziku v roce 1946.

## Životopis
P. W. Bridgman se narodil v rodině novináře. V roce 1900 nastoupil na Harvard University, kde se o pět let později stal magistrem a v roce 1908 získal doktorát. V témže roce zahájil svou práci na vysokotlaké statice. Zprvu dosáhl tlaku 6 500 atmosfér, postupně se mu však podařilo dosáhnout hodnoty okolo 400 000 atmosfér. Pro úspěch si musel sám vyvinout mnoho pomůcek a přístrojů, mezi nimiž je nejdůležitějším vynálezem tlaková nádoba se samoutěsňovacím uzávěrem. Dále vyvinul množství slitin železa a typů ocelí odolných vůči vysokým teplotám a tlakům. Pracoval na měření stlačitelnosti kapalin a pevných látek, změn skupenství za vysokých tlaků a měření různých fyzikálních veličin.
V roce 1927 vydal filosofickou knihu The Logic of Modern Physic, která překračovala rámec čistě „vědecké“ fyziky, a měla uchopit fyziku v širších souvislostech.
Poté, co mu byla sdělena diagnóza metastazující rakoviny, Bridgman spáchal v roce 1961 sebevraždu.

## Vědecká činnost
Obsahem jeho práce bylo studium chování materiálů při vysokých teplotách a tlacích.

## Ceny a vyznamenání
- Nobelova cena za fyziku (1946) za výzkum v oblasti fyziky vysokých tlaků.[1]

## Díla

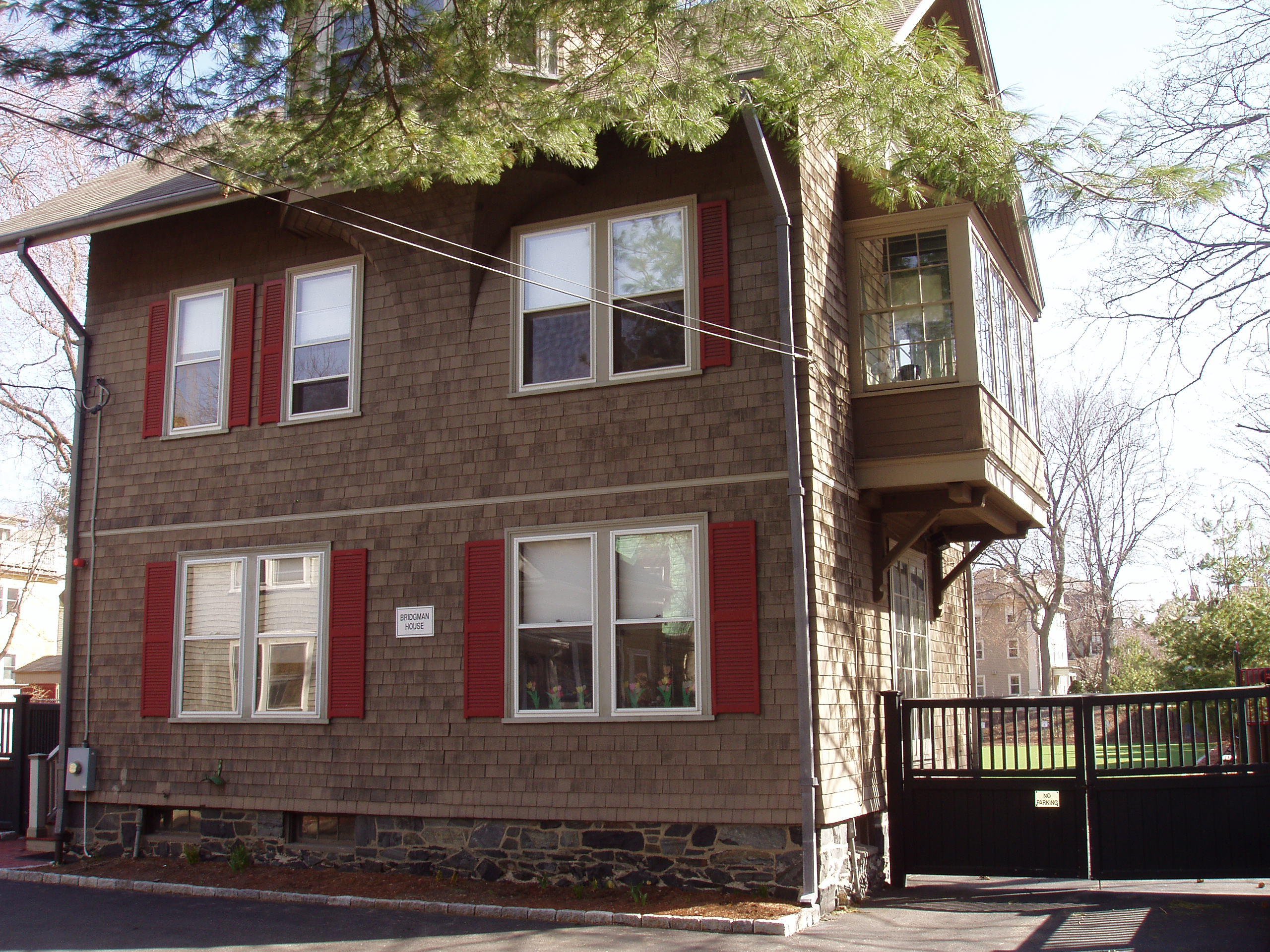
Bridgmanův dům, Buckingham Place 10, Cambridge, Massachusetts, USA

- 1922. Dimensional Analysis. Yale University Press
- 1925. A Condensed Collection of Thermodynamics Formulas. Harvard University Press
- 1927. The Logic of Modern Physics. MacMillan
- 1931. The Physics of High Pressure. G. Bell.
- 1934. Thermodynamics of Electrical Phenomena in Metals and a Condensed Collection of Thermodynamic Formulas. MacMillan.
- 1936. The Nature of Physical Theory. John Wiley & Sons.
- 1938. The Intelligent Individual and Society. MacMillan.
- 1941. The Nature of Thermodynamics. Harper & Row, Publishers.
- 1950. Reflections of a Physicist. Philosophical Library.
- 1952. Studies in large plastic flow and fracture: with special emphasis on the effects of hydrostatic pressure. McGraw-Hill
- 1959. The Way Things Are. Harvard University Press.
- 1962. A Sophisticate's Primer of Relativity. Wesleyan University Press.
- 1964. Collected experimental papers. Harvard University Press.